# Satipo
Satipo é uma província do Peru localizada na região de Junín. Sua capital é a cidade de Satipo.

## Distritos
- Coviriali
- Llaylla
- Mazamari
- Pampa Hermosa
- Pangoa
- Río Negro
- Río Tambo
- Satipo